# Анаит
Анаи́т или Анаһит (грабар Անահիտ (Anahit), от пехл. *Anāhīt «Анахита») — в армянской мифологии богиня-мать, богиня плодородия и любви, дочь (или жена) Арамазда. Анаит была известна под эпитетами «Великая Царица», «Златорождённая», «Золотая мать». Золотая статуя богини стояла в главном храме Ереза (иначе Ерзнка — современный Эрзинджан) на берегу реки Арацани.

## Место в пантеоне
Согласно Страбону, в I веке до н. э. — I н. э. армяне исповедовали ту же религию, что персы и мидийцы, и особенно почитали Анаит (Анаитида у Страбона). В Армении культ Анаит начал распространяться в IV в. до нашей эры вслед за его распространением в Малой Азии и Сирии в период правления Артаксеркса II, прозванного Мнемоном. До воцарения династии Сасанидов упоминание святилищ богини Анаит предполагает широкое распространение её культа не только в Иране, но и далеко на запад — в Армении и Вавилоне. Однако при археологических раскопках, которые сравнительно интенсивно проводились в этих районах, не было обнаружено храмов, определённо посвященных богине Анаит за пределами Ирана.
Анаит считалась главной богиней в древнеармянском государстве, покровительницей армянских царей. Так царь Трдат I восхвалял «благородную Госпожу Анаит, мать знаний, дочь великого и всемогущего Арамазда». Золотые статуи, посвященные Анаит, находились в храмах по всей Армении. В Сатале была обнаружена изготовленная из бронзы голова, напоминающая греческую Афродиту, которую считают принадлежащей статуе Анаит. Согласно одному из старинных источников некоторые статуи Анаит в Армении были изготовлены греческими мастерами. После принятия христианства в Армении при царе Трдате III все изображения Анаит по всей Армении были уничтожены.
Согласно Мовсесу Хоренаци, к Анаит обращались за помощью в случае болезни.

## Возникновение культа
Согласно энциклопедии «Ираника», культ персидской богини Ардвисуры Анахиты распространился в Армении в I веке до н. э. — III н. э. в период распространения в Армении зороастризма и эллинистической культуры.
Возникновение культа Анаит в Армении — результат слияния в ахеменидский период иранской богини с местным культом Великой матери. Функции Анаит имели общие черты с функциями Ма и Кибелы, Иштар и Астарты, Афродиты и Артемиды и других Великих матерей. Она была наиболее почитаемой богиней армянского пантеона, по степени популярности её можно сопоставить, пожалуй, лишь с Митрой. В эллинистическую и особенно в римскую эпоху сложились наиболее благоприятные условия для культурных общностей и синкретизации богов. Анаит, в частности, сопоставлялась с Артемидой, Нане. Афродитой, Афиной, Ма, Кибелой, Тюхе, Никой и др. Это явление чётче проявляется начиная с I в. до н. э., когда из Малой Азии и других стран были привезены в Армению и установлены в храмах статуи греческих божеств.

## Истоки почитания богинь плодородия в Армении
В земледельческой стране, какой являлась Армения, представление об умирающем и воскресающем боге уходит в глубокую древность. В VI—IV вв. до н. э. таким божеством считался Ара Прекрасный, богиней плодородия — Астгик. В III—I вв. до н. э. среди богинь на первое место выдвинулась «иранская (бактрийская) Анаита, покровительница вод, образ которой на территории Армении и Малой Армении слился с образами малоазийских богинь плодородия».
Возможно, первоначально Анаит и Астхик были именами одного божества. Постепенно Анаит и Астхик стали почитаться как две различные богини. В Армении с именем Анаит был связан, в первую очередь, культ плодородия (в этом сказалось влияние иранской богини Ардвисуры Анахиты), и по этой причине изменился и характер культа Анаит: здесь он потерял оргиастический характер. Её именовали «великая мать», «великая госпожа», «мать целомудрия» и считали покровительницей армян. Культ богини плодородия Анаит был связан с поклонением дереву. В храмах Анаит стояли эллинистические статуи Артемиды, которые воспринимались как изображение армянской богини плодородия.
Отмечается отсутствие связи Анаит с водой, несмотря на то, что Анаит была богиней плодородия.

## Почитание

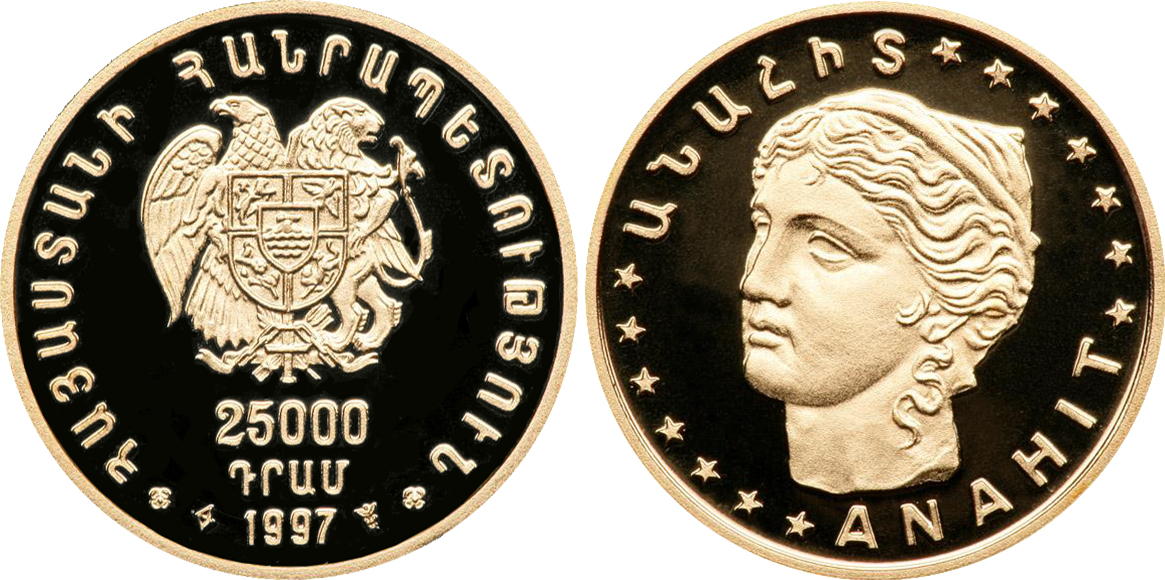
Памятная золотая монета с изображением богини Анаит, выпущенная Центральным банком Армении в 1997 г.

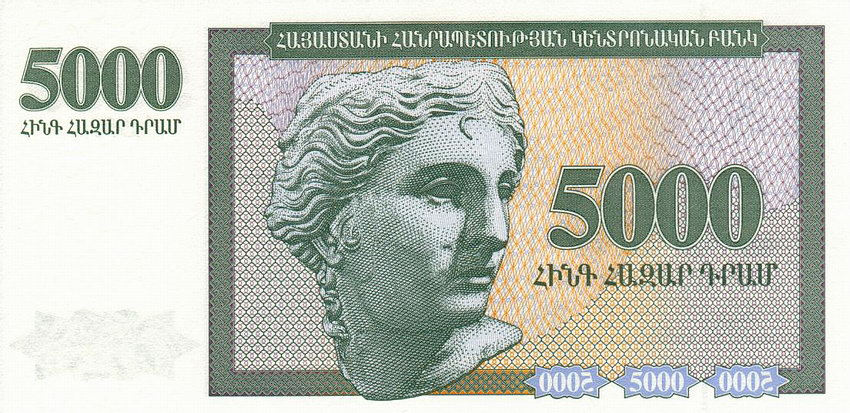
Банкнота 5000 драм, 1995

В Армении в первые века до нашей эры и в первые века нашей эры верховная богиня Анаит, пользовалось большим почетом. По свидетельству Мовсеса Хоренаци армянский царь Ерванд (IV век до н. э.), перенеся свою столицу из Армавира во вновь сооруженный им город Ервандашат, «на север от него построил небольшой городок… назвав его Багараном, что значит „в нём поставлены жертвенники“, и перенес туда всех кумиров, бывших в Армавире». Среди них — изображения бога Солнца и богини Луны. «Ерванд, — пишет Мовсес Хоренаци, — насадил также большую рощу на северной стороне реки, обвел её стенами, впустил туда быстрых оленей, ланей, онагров и вепрей, которые, размножившись, наполнили рощу для царской забавы во время охоты. Он назвал её Рощею Рождения». Т. Измайлова отмечает, что «наименование рощи заставляет вспомнить одну из функций богини плодородия — способствовать размножению стад. Быть может, это позволяет видеть в богине Луны, статуя которой была перенесена из Армавира, если не Анаит, то, вероятнее всего, богиню-мать армян. К сожалению, мы не имеем никаких сведений о том, как выглядела эта статуя».
При строительстве Арташесом I (189—160) города Арташата царь, как пишет Мовсес Хоренаци, сооружает храм и из «Багарана переносит туда изображение Артемиды и всех богов своих предков, но изображение Аполлона ставит за городом около (большой) дороги». По словам К. В. Тревер в этом сообщении Мовсеса Хоренаци «говорится о статуях тех же двух божеств, о которых он упоминал в связи с храмом в Армавире и Багаране, а именно: Солнца и Луны, — но знаменательно, что, говоря о II в. до н. э., он уже не называет их старыми армянскими именами (Арегак и Лусин), а, учитывая, видимо, знакомство армян в этот период с эллинистической культурой… прилагает к ним античные имена».
Анаит-Артемида сочетала в себе и астральное начало, являясь богиней луны; она считалась также покровительницей столицы Арташат, а затем и всей страны. За богиней упрочилась слава великой матери-богини — заступницы и кормилицы.
Празднованиями в её честь начинался праздник созревания урожая во время празднования Навасарда (древнеармянского Нового года) (15 августа). Во время этих праздников тысячи паломников (многие из которых надеялись получить исцеление) собирались у храмов богини. Празднования сопровождались песнопениями, плясками, спортивными соревнованиями и пирами. В жертву Великой госпоже приносились белые быки с позолоченными рогами, многочисленные стада которых паслись на пастбищах около её храмов. Согласно Плутарху, в 69 году до н. э. солдаты Лукулла видели многочисленные стада коров с клеймом в форме факела, предназначенных для принесения в жертву богине, которые паслись на лугах вокруг храма Анаит в Томисе, расположенном на берегу Евфрата в Софене. Именем богини Анаит назывался 19 день каждого месяца по древнеармянскому летоисчислению.
На протяжении эллинистического периода армянской культуры Анаит пользовалась высоким почитанием. Храмы Анаит находились в Багаране, Ерезе, Армавире, Арташате и Аштишате, городе Артемиды (позднее Вагаршапат), Ани (Камах), в области Андзневаци, в месте, называемом Дарбнац-кар, вероятно, ещё и в ряде других центров. Города Ани, Арташат, Ерез и Аштишат являлись в то время четырьмя из семи главных богомолий армян. Все эти культовые центры лежали на Евфрате, который считался священной рекой (кроме Арташата, построенного на Араксе). Целый район (гавар) в Ерезе в провинции Акилисена (Екегеац), где находился её главный храм, назывался «Анахтакан Гавар». Согласно Мовсесу Хоренаци, традиция приписывала сооружение храма Анаит в Ерезе Тиграну Великому. Гора в Софене называлась «Троном Анаит» («Атор Анахта»). Был известен ещё один район Армении, расположенный на реке Кура около границ Иберии и Албании, который также назывался «землёй Анаит» (Анаитакан, Anahitakan), и который подобно Акилисене, был территорией храма, посвященного богине Анаит.
После принятия христианства в Армении в качестве государственной религии в 301 году поклонение богине Анаит трансформировалось в поклонение Богородице.

## Античные свидетельства
Согласно Плутарху, храм в Ерезе был самым богатым и величественным в Армении. Согласно Страбону, римскому историку I в. до н. э., армяне «посвящают здесь на служение богине рабов и рабынь. В этом нет ничего удивительного. Однако знатнейшие люди народа также посвящают богине своих дочерей ещё девушками. У последних в обычае выходить замуж только после того, как в течение долгого времени они отдавались за деньги в храме богини, причем никто не считает недостойным вступать в брак с такой женщиной».
Культ и обряды, посвященные Анаит, были сходны с теми, которые известны как для Астарты, так и для других богинь плодородия. Храмовая проституция в храмах Ардвисура Анахиты — элемент, перенятый из семитских религиозных практик. До наших дней не сохранилось доказательств, что для культа Анаит священная проституция была характерной или практиковалась по всей территории Армении повсеместно, тем более, что армянские авторы после принятия христианства никогда не описывали этого явления для того, чтобы использовать этот факт для атак на старую религию.

## Современное значение
Бюст позолоченной бронзовой статуи богини Анаит, который был найден в Ериндже, недалеко от Эрзрума (современная Турция) в 1870-е годы, в настоящее время хранится в Британском музее. Его копия выставлена в Музее истории в Ереване, Армения.
В её честь назван венец Анаит на Венере.
В 1997 году Центральный банк Республики Армения выпустил памятную золотую монету с изображением богини Анаит на лицевой стороне монеты.
Женское имя Анаит весьма популярно в современной Армении — в 2000-х годах оно входило в первую пятёрку имён новорождённых девочек.